# モハメド・アル＝フワリディ
モハメド・アル＝フワリディ（英語: Mohamed Salman al-Khuwalidi、1981年6月19日 - ）は、サウジアラビア出身の走幅跳の選手。
自己ベストは8ｍ48cmで、これは2018年11月現在のアジア記録である。